# Aeroportul Feramin
Aeroportul Feramin (IATA: FRQ) este un aeroport din Papua Noua Guinee.
aeroportul dispune de o singură pistă.